# Дженіфер Марожан
Дженіфер Марожан (угор. Marozsán Dzsenifer, нім. Dzsenifer Marozsán; 18 квітня 1992, Будапешт) — німецька футболістка угорського походження, Олімпійська чемпіонка. Півзахисник футбольного клубу «Олімпік» (Ліон) і національної збірної Німеччини.

## Ігрова кар'єра
Вихованка клубів «Бурбах» і 1.ФК «Саарбрюккен» в основному складі якого і виступала до 2009.
Влітку 2009 Марожан переходить до клубу 1.ФК «Франкфурт».
Влітку 2016 перейшла до французького «Олімпіка», де наразі і продовжує виступати.

## Збірна
У складі юніорської збірної Німеччини провела 45 матчів, забила 47 м'ячів.
У складі молодіжної збірної Німеччини, провела 17 матчів, забила 6 голів. 
У складі національної збірної Німеччини дебютувала 28 жовтня 2010 в матчі проти збірної Австралії. Свій перший м'яч забила 12 лютого 2012 в матчі проти збірної Туреччини.
Олімпійська чемпіонка 2016.
Капітан збірної Німеччини з 21 жовтня 2016.

### Голи в складі збірної
| Марожан – голи за національну збірну | Марожан – голи за національну збірну | Марожан – голи за національну збірну | Марожан – голи за національну збірну | Марожан – голи за національну збірну | Марожан – голи за національну збірну |
| #                                    | Дата                                 | Суперник                             | Гол                                  | Рахунок                              | Турнір                               |
| ------------------------------------ | ------------------------------------ | ------------------------------------ | ------------------------------------ | ------------------------------------ | ------------------------------------ |
| 1.                                   | 15 лютого 2012                       | Туреччина                            | 1–0                                  | 5–0                                  | Кваліфікація ЧЄ-2013                 |
| 2.                                   | 7 березня 2012                       | Японія                               | 1–0                                  | 4–3                                  | Кубок Алгарве 2012                   |
| 3.                                   | 31 травня 2012                       | Румунія                              | 3–0                                  | 5–0                                  | Кваліфікація ЧЄ-2013                 |
| 4.                                   | 24 жовтня 2012                       | США                                  | 1–1                                  | 2–2                                  | Товариський матч                     |
| 5.                                   | 24 жовтня 2012                       | США                                  | 2–2                                  | 2–2                                  | Товариський матч                     |
| 6.                                   | 8 березня 2013                       | Японія                               | 2–1                                  | 2–1                                  | Кубок Алгарве 2013                   |
| 7.                                   | 24 липня 2013                        | Швеція                               | 1–0                                  | 1–0                                  | ЧЄ-2013                              |
| 8.                                   | 21 вересня 2013                      | Росія                                | 3–0                                  | 9–0                                  | Кваліфікація ЧС-2015                 |
| 9.                                   | 21 вересня 2013                      | Росія                                | 4–0                                  | 9–0                                  | Кваліфікація ЧС-2015                 |
| 10.                                  | 23 листопада 2013                    | Словаччина                           | 6–0                                  | 6–0                                  | Кваліфікація ЧС-2015                 |
| 11.                                  | 27 листопада 2013                    | Хорватія                             | 1–0                                  | 8–0                                  | Кваліфікація ЧС-2015                 |
| 12.                                  | 27 листопада 2013                    | Хорватія                             | 3–0                                  | 8–0                                  | Кваліфікація ЧС-2015                 |
| 13.                                  | 27 листопада 2013                    | Хорватія                             | 5–0                                  | 8–0                                  | Кваліфікація ЧС-2015                 |
| 14.                                  | 27 листопада 2013                    | Хорватія                             | 7–0                                  | 8–0                                  | Кваліфікація ЧС-2015                 |
| 15.                                  | 5 березня 2014                       | Ісландія                             | 1–0                                  | 5–0                                  | Кубок Алгарве 2014                   |
| 16.                                  | 5 березня 2014                       | Ісландія                             | 2–0                                  | 5–0                                  | Кубок Алгарве 2014                   |
| 17.                                  | 10 березня 2014                      | Норвегія                             | 1–1                                  | 3–1                                  | Кубок Алгарве 2014                   |
| 18.                                  | 12 березня 2014                      | Японія                               | 3–0                                  | 3–0                                  | Кубок Алгарве 2014                   |
| 19.                                  | 8 травня 2014                        | Словаччина                           | 5–0                                  | 9–1                                  | Кваліфікація ЧС-2015                 |
| 20.                                  | 29 жовтня 2014                       | Швеція                               | 1–1                                  | 2–1                                  | Товариський матч                     |
| 21.                                  | 4 березня 2015                       | Швеція                               | 1–0                                  | 2–4                                  | Кубок Алгарве 2015                   |
| 22.                                  | 9 березня 2015                       | Бразилія                             | 2–1                                  | 3–1                                  | Кубок Алгарве 2015                   |
| 23.                                  | 8 квітня 2015                        | Бразилія                             | 4–0                                  | 4–0                                  | Товариський матч                     |
| 24.                                  | 27 травня 2015                       | Швейцарія                            | 2–1                                  | 3–1                                  | Товариський матч                     |
| 25.                                  | 27 травня 2015                       | Швейцарія                            | 3–1                                  | 3–1                                  | Товариський матч                     |
| 26.                                  | 20 червня 2015                       | Швеція                               | 4–1                                  | 4–1                                  | ЧС-2015                              |
| 27.                                  | 12 квітня 2016                       | Хорватія                             | 1–0                                  | 2–0                                  | Кваліфікація ЧЄ-2017                 |
| 28.                                  | 22 липня 2016                        | Гана                                 | 2–0                                  | 11–0                                 | Товариський матч                     |
| 29.                                  | 22 липня 2016                        | Гана                                 | 11–0                                 | 11–0                                 | Товариський матч                     |
| 30.                                  | 19 серпня 2016                       | Швеція                               | 1–0                                  | 2–1                                  | Олімпійські ігри 2016                |
| 31.                                  | 25 липня 2017                        | Росія                                | 2–0                                  | 2–0                                  | ЧЄ-2017                              |

Джерело:

## Титули і досягнення

### Клубні
1.ФК «Франкфурт»
- Володарка Ліги чемпіонів (1): 2015
- Володарка Кубка Німеччини (2): 2011, 2014

«Олімпік» (Ліон)
- Володарка Ліги чемпіонів (1): 2017
- Чемпіонка Франції (1): 2017
- Володарка Кубка Франції (1): 2017

### Збірна
- Чемпіонка Європи серед юніорок (U-17) (1): 2008
- Чемпіонка світу серед юніорок (U-20) (1): 2010
- Чемпіонка Європи (1): 2013
- Олімпійська чемпіонка (1): 2016.